# Seznam dílů seriálu Dalziel a Pascoe
Toto je seznam dílů seriálu Dalziel a Pascoe.

## Přehled řad
| Řada | Díly | Premiéra v VB    | Premiéra v VB      | Premiéra v ČR      | Premiéra v ČR      |
| Řada | Díly | První díl        | Poslední díl       | První díl          | Poslední díl       |
| ---- | ---- | ---------------- | ------------------ | ------------------ | ------------------ |
| 1    | 3    | 16. března 1996  | 30. března 1996    | 10. září 1999      | 24. září 1999      |
| 2    | 4    | 14. června 1997  | 12. července 1997  | 1. října 1999      | 22. října 1999     |
| 3    | 4    | 21. března 1998  | 25. října 1998     | 29. října 1999     | 19. listopadu 1999 |
| 4    | 4    | 12. června 1999  | 3. července 1999   | 26. listopadu 1999 | 17. prosince 1999  |
| 5    | 4    | 1. července 2000 | 22. července 2000  | 1. června 2001     | 22. června 2001    |
| 6    | 4    | 29. října 2001   | 19. listopadu 2001 | 31. ledna 2003     | 21. února 2003     |
| 7    | 5    | 30. září 2002    | 22. prosince 2002  | 15. dubna 2004     | 17. června 2004    |
| 8    | 4    | 3. ledna 2004    | 24. ledna 2004     | 13. května 2004    | 3. června 2004     |
| 9    | 4    | 30. ledna 2005   | 21. února 2005     | 6. dubna 2008      | 27. dubna 2008     |
| 10   | 5    | 6. března 2006   | 11. dubna 2006     | 4. května 2008     | 1. června 2008     |
| 11   | 5    | 3. září 2006     | 22. června 2007    | 8. června 2008     | 6. července 2008   |

## Seznam dílů

### První řada (1996)
| Č. v seriálu | Č. v řadě | Původní název              | Český název      | Režie            | Scénář            | Premiéra v VB   | Premiéra v ČR |
| ------------ | --------- | -------------------------- | ---------------- | ---------------- | ----------------- | --------------- | ------------- |
| 1            | 1         | A Clubbable Woman          | Společenská žena | Alan Plater      | Ross Devenish     | 16. března 1996 | 10. září 1999 |
| 2            | 2         | An Advancement of Learning | Pokrok vědy      | Alan Plater      | Maurice Phillips  | 23. března 1996 | 17. září 1999 |
| 3            | 3         | An Autumn Shroud           | Podzimní příkrov | Malcolm Bradbury | Richard Standeven | 30. března 1996 | 24. září 1999 |

### Druhá řada (1997)
| Č. v seriálu | Č. v řadě | Původní název      | Český název           | Režie            | Scénář         | Premiéra v VB     | Premiéra v ČR  |
| ------------ | --------- | ------------------ | --------------------- | ---------------- | -------------- | ----------------- | -------------- |
| 4            | 1         | Ruling Passion     | Chudoba bohatého muže | Malcolm Bradbury | Gareth Davies  | 14. června 1997   | 1. října 1999  |
| 5            | 2         | A Killing Kindness | Vražedný soucit       | Malcolm Bradbury | Edward Bennett | 21. června 1997   | 8. října 1999  |
| 6            | 3         | Deadheads          | Odkvetlá růže         | Alan Plater      | Gareth Davies  | 28. června 1997   | 15. října 1999 |
| 7            | 4         | Exit Lines         | Poslední slova        | Stephen Lowe     | Ross Devenish  | 12. července 1997 | 22. října 1999 |

### Třetí řada (1998)
| Č. v seriálu | Č. v řadě | Původní název     | Český název          | Režie           | Scénář           | Premiéra v VB   | Premiéra v ČR      |
| ------------ | --------- | ----------------- | -------------------- | --------------- | ---------------- | --------------- | ------------------ |
| 8            | 1         | Under World       | Pod zemí             | Michael Chaplin | Edward Bennett   | 21. března 1998 | 29. října 1999     |
| 9            | 2         | Child's Play      | Dětská hra           | Michael Chaplin | David Wheatley   | 28. března 1998 | 5. listopadu 1999  |
| 10           | 3         | Bones and Silence | Věčný zápas          | Alan Plater     | Maurice Phillips | 18. října 1998  | 19. listopadu 1999 |
| 11           | 4         | The Wood Beyond   | Na druhé straně lesa | Ed Whitmore     | Edward Bennett   | 25. října 1998  | 12. listopadu 1999 |

### Čtvrtá řada (1999)
| Č. v seriálu | Č. v řadě | Původní název         | Český název       | Režie           | Scénář           | Premiéra v VB    | Premiéra v ČR      |
| ------------ | --------- | --------------------- | ----------------- | --------------- | ---------------- | ---------------- | ------------------ |
| 12           | 1         | On Beulah Height      | Benny se vrátil   | Michael Chaplin | Maurice Phillips | 12. června 1999  | 3. prosince 1999   |
| 13           | 2         | Recalled to Life      | Vzkříšení         | Timothy Prager  | Suri Krishnamma  | 19. června 1999  | 26. listopadu 1999 |
| 14           | 3         | Time to Go            | Čas odejít        | David Ashton    | Suri Krishnamma  | 26. června 1999  | 10. prosince 1999  |
| 15           | 4         | The British Grenadier | Britský granátník | Michael Chaplin | Maurice Phillips | 3. července 1999 | 17. prosince 1999  |

### Pátá řada (2000)
| Č. v seriálu | Č. v řadě | Původní název     | Český název    | Režie            | Scénář            | Premiéra v VB     | Premiéra v ČR   |
| ------------ | --------- | ----------------- | -------------- | ---------------- | ----------------- | ----------------- | --------------- |
| 16           | 1         | A Sweeter Lazarus | I mrtví vraždí | Michael Jenner   | Stephen Whittaker | 1. července 2000  | 1. června 2001  |
| 17           | 2         | Cunning Old Fox   | Lstivý lišák   | Malcolm Bradbury | Matthew Evans     | 8. července 2000  | 8. června 2001  |
| 18           | 3         | Foreign Bodies    | Mrtví cizinci  | Malcolm Bradbury | David Wheatley    | 15. července 2000 | 13. června 2001 |
| 19           | 4         | Above the Law     | Nad zákonem    | Matthew Hall     | Paul Marcus       | 22. července 2000 | 22. června 2001 |

### Šestá řada (2001)
| Č. v seriálu | Č. v řadě | Původní název          | Český název       | Režie                | Scénář         | Premiéra v VB      | Premiéra v ČR  |
| ------------ | --------- | ---------------------- | ----------------- | -------------------- | -------------- | ------------------ | -------------- |
| 20           | 1         | Walls of Silence       | Zdi mlčení        | Matthew Hall         | Ashley Pearce  | 29. října 2001     | 14. února 2003 |
| 21           | 2         | Home Truths            | Nepříjemné pravdy | Elizabeth Anne-Wheal | Lawrence Clark | 5. listopadu 2001  | 21. února 2003 |
| 22           | 3         | Secrets of the Dead    | Tajemství mrtvých | Tom Needham          | Ross Devenish  | 12. listopadu 2001 | 31. ledna 2003 |
| 23           | 4         | Truth and Consequences | Pravda a následky | Elizabeth Anne-Wheal | David Wheatley | 19. listopadu 2001 | 7. února 2003  |

### Sedmá řada (2002)
| Č. v seriálu | Č. v řadě | Původní název         | Český název                  | Režie                | Scénář         | Premiéra v VB                       | Premiéra v ČR                   |
| ------------ | --------- | --------------------- | ---------------------------- | -------------------- | -------------- | ----------------------------------- | ------------------------------- |
| 24           | 1         | The Unwanted          | Nežádoucí                    | Manjit Singh         | Patrick Lau    | 30. září 2002                       | 15. dubna 2004                  |
| 25           | 2         | Mens Sana             | Mens Sana                    | Stephen Churchett    | Juliet May     | 7. října 2002                       | 22. dubna 2004                  |
| 26           | 3         | Sins of the Fathers   | Hříchy otců                  | Elizabeth-Anne Wheal | Lawrence Clark | 14. října 2002                      | 29. dubna 2004                  |
| 27           | 4         | For Love Nor Money    | Ani pro lásku, ani za peníze | Mark Holloway        | Warren Clarke  | 21. října 2002                      | 6. května 2004                  |
| 28           | 5         | Dialogues of the Dead | Hovory s mrtvým              | Hugh Stoddart        | Patrick Lau    | 21. prosince 2002 22. prosince 2002 | 10. června 2004 17. června 2004 |

### Osmá řada (2004)
| Č. v seriálu | Č. v řadě | Původní název      | Český název        | Režie                | Scénář         | Premiéra v VB  | Premiéra v ČR   |
| ------------ | --------- | ------------------ | ------------------ | -------------------- | -------------- | -------------- | --------------- |
| 29           | 1         | A Game of Soldiers | Hra na vojáky      | Stan Hey             | Patrick Lau    | 3. ledna 2004  | 13. května 2004 |
| 30           | 2         | The Price of Fame  | Cena slávy         | Tony McHale          | David Wheatley | 10. ledna 2004 | 20. května 2004 |
| 31           | 3         | Great Escapes      | Na útěku           | Elizabeth Anne-Wheal | Colin Buchanan | 17. ledna 2004 | 27. května 2004 |
| 32           | 4         | Soft Touch         | Příliš měkké srdce | Bill Gallagher       | Paul Marcus    | 24. ledna 2004 | 3. června 2004  |

### Devátá řada (2005)
| Č. v seriálu | Č. v řadě | Původní název  | Český název    | Režie         | Scénář        | Premiéra v VB                 | Premiéra v ČR  |
| ------------ | --------- | -------------- | -------------- | ------------- | ------------- | ----------------------------- | -------------- |
| 33           | 1         | Heads You Lose | Ztracená hlava | Tony McHale   | Matthew Evans | 30. ledna 2005 31. ledna 2005 | 6. dubna 2008  |
| 34           | 2         | Dead Meat      | Mrtvé maso     | Simon Sharkey | Patrick Lau   | 6. února 2005 7. února 2005   | 13. dubna 2008 |
| 35           | 3         | The Dig        | Vykopávky      | Stan Hey      | David Thacker | 13. února 2005 14. února 2005 | 20. dubna 2008 |
| 36           | 4         | Dust Thou Art  | Prach jsi      | J. C. Wilsher | Gwennan Sage  | 20. února 2005 21. února 2005 | 27. dubna 2008 |

### Desátá řada (2006)
| Č. v seriálu | Č. v řadě | Původní název           | Český název                        | Režie                | Scénář         | Premiéra v VB                   | Premiéra v ČR   |
| ------------ | --------- | ----------------------- | ---------------------------------- | -------------------- | -------------- | ------------------------------- | --------------- |
| 37           | 1         | Houdini's Ghost         | Záhada zamčeného pokoje            | Elizabeth Anne-Wheal | Patrick Lau    | 6. března 2006 7. března 2006   | 4. května 2008  |
| 38           | 2         | Glory Days              | Čas slávy                          | Tony McHale          | Colin Buchanan | 13. března 2006 14. března 2006 | 11. května 2008 |
| 39           | 3         | Wrong Time, Wrong Place | Ve špatnou chvíli na špatném místě | Stan Hey             | Warren Clarke  | 27. března 2006 28. března 2006 | 18. května 2008 |
| 40           | 4         | Guardian Angel          | Anděl strážný                      | Glenn Chandler       | Paul Marcus    | 30. dubna 2006 4. dubna 2006    | 25. května 2008 |
| 41           | 5         | A Death in the Family   | Smrt v rodině                      | Nicholas Martin      | Richard Signy  | 10. dubna 2006 11. dubna 2006   | 1. června 2008  |

### Jedenáctá řada (2006–2007)
| Č. v seriálu | Č. v řadě | Původní název           | Český název          | Režie            | Scénář       | Premiéra v VB                   | Premiéra v ČR    |
| ------------ | --------- | ----------------------- | -------------------- | ---------------- | ------------ | ------------------------------- | ---------------- |
| 42           | 1         | The Cave Woman          | Jeskynní žena        | Dusty Wright     | Minkie Spiro | 3. září 2006 4. září 2006       | 8. června 2008   |
| 43           | 2         | Fallen Angel            | Padlý anděl          | Johanne McAndrew | Ian Knox     | 10. září 2006 11. září 2006     | 15. června 2008  |
| 44           | 3         | Demons on Our Shoulders | Démoni v nás         | Paul Billing     | Patrick Lau  | 6. května 2007 7. května 2007   | 22. června 2008  |
| 45           | 4         | Project Aphrodite       | Projekt Afrodíté     | Edel Brosnan     | David Tucker | 14. června 2007 15. června 2007 | 29. června 2008  |
| 46           | 5         | Under Dark Stars        | Pod tmavými hvězdami | Paul Billing     | Alan Grint   | 21. června 2007 22. června 2007 | 6. července 2008 |